# Pitane (Aiolis)

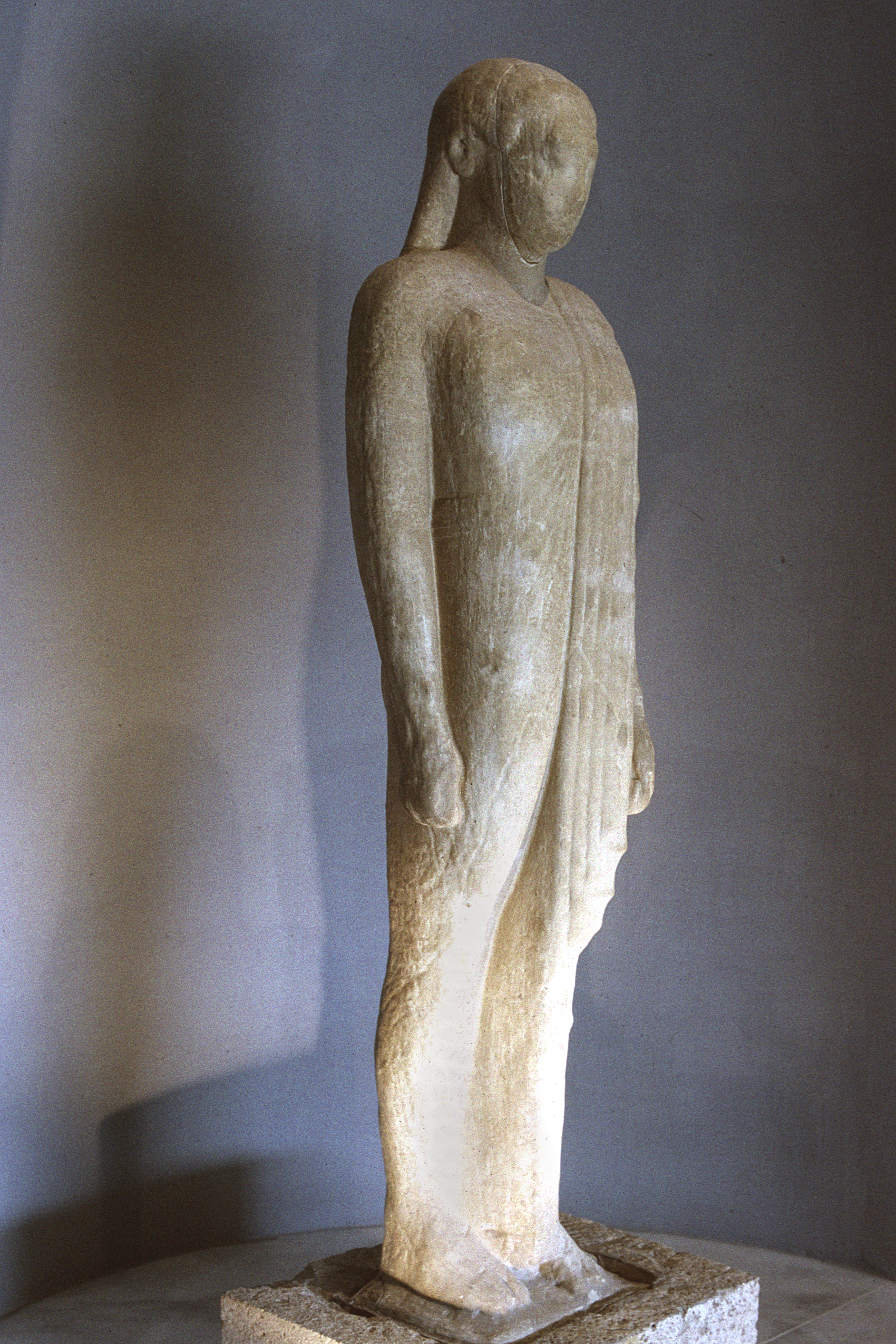
Kouros aus Pitane, heute Archäologisches Museum Bergama

Pitane (altgriechisch Πιτάνη) war eine antike Stadt mit zwei Häfen in der mysischen Aiolis beim heutigen Çandarlı in der Türkei.

## Geschichte
Pitane galt als sagenhafte Gründung der Amazones und wurde, gemäß Diodor, nach der Amazone Pitane benannt.
Die Stadt war Mitglied im Attisch-Delischen Seebund. Im Jahr 336 v. Chr. belagerte Parmenion Pitane vergeblich. Für 380 Talente kaufte sich Pitane 281 v. Chr. von Antiochos I. Land hinzu und blieb bis 133 v. Chr. freie Stadt im Pergamenischen Reich. Im Ersten Mithridatischen Krieg floh Mithridates VI. nach Pitane und wurde dort von Gaius Flavius Fimbria eingeschlossen. Auf Anweisung Sullas ließ ihn der Flottenkommandant Lucullus zur See entkommen. In der römischen Kaiserzeit erlitt Pitane bei einem Erdbeben schwere Schäden.
In christlicher Zeit war die Stadt Suffraganbistum von Ephesos, darauf geht das Titularbistum Pitanae zurück.

## Archäologie
Pitane lag auf einer Halbinsel, auf der später ein venezianisches Kastell errichtet wurde. Die Grabungen des Archäologen Ekrem Akurgal in den Jahren 1959 bis 1965 blieben unveröffentlicht. In der Stadt selbst wurde bisher offiziell noch nicht gegraben, daher gibt es bis auf Keramik kaum archäologische Funde von dort. Reste der Stadtmauer sind zu erkennen, außerdem die Lage des Theaters und eines vermutlichen Stadions. Grabungen in den Nekropolen erbrachten Keramikfunde aus der mykenischen, protogeometrischen, geometrischen, orientalisierenden und archaischen Zeit.
Eine Sorte von roter Keramik (Eastern Sigillata), die zwischen dem 1. und dem frühen 4. Jahrhundert dort produziert wurde, wird als Çandarlı- bzw. Pitane-Ware bezeichnet und wurde besonders in Pergamon verwendet.
Ein Kouros aus Pitane aus dem 6. Jahrhundert v. Chr. ist im Archäologischen Museum Bergama ausgestellt.

## Personen
- Arkesilaos von Pitane (* um 315 v. Chr.; † 241/240 v. Chr.), Philosoph
- Autolykos von Pitane (* um 360 v. Chr.; † um 290 v. Chr.), Astronom und Mathematiker
- Matron von Pitane (spätes 4. Jahrhundert v. Chr.), parodistischer Dichter
- Metrodoros, Schüler des Philosophen Metrodoros von Stratonikeia (2. Jahrhundert v. Chr.)[6]